# Клоков Василь Якович
Василь Якович Клоков (28 березня 1902, місто Маріуполь, тепер Донецької області — 9 липня 1968, місто Москва, Російська Федерація) — радянський військовий політпрацівник, генерал-лейтенант (27.06.1945). Депутат Верховної Ради СРСР 2-го скликання.

## Життєпис
З січня 1924 року служив у Червоній армії, на рядових та командно-начальницьких посадах.
Член ВКП(б).
Учасник боїв на Халхін-Голі та радянсько-фінської війни.
З 19 вересня 1940 до липня 1941 року — начальник відділу політичної пропаганди та заступник начальника з політичної частини Липецьких вищих авіаційних курсів удосконалення командного складу.
5 липня — 28 грудня 1941 року — військовий комісар та заступник командувача Військово-повітряних сил (ВПС) Західного фронту, координував протиповітряну оборону Москви у 1941 році, брав участь у створенні повітрянодесантних військ.
16 грудня 1942 — 9 липня 1945 року — член Військової ради 6-ї армії.
З 9 липня 1945 до травня 1946 року — член Військової ради Бакинського військового округу.
Потім — заступник головнокомандувача ВПС СРСР із політчастини, заступник начальника Державного льотно-випробувального центру з політичної та виховної роботи у місті Ахтубінську, заступник начальника Інституту авіаційної та космічної медицини з тилу. До 1968 року працював заступником з тилу та політчастини начальника Інституту авіаційної та космічної медицини. Був один із організаторів радянської космічної програми.
Помер 9 липня 1968, похований на Ваганьковському цвинтарі Москви.

## Військові звання
- бригадний комісар (19.09.1940)
- дивізійний комісар (.12.1941)
- генерал-майор авіації (6.12.1942)
- генерал-лейтенант (27.06.1945)

## Нагороди
- три ордени Леніна (14.02.1943; 21.02.1945)
- чотири ордени Червоного Прапора (1942; 3.11.1944)
- орден Богдана Хмельницького І ступеня (19.03.1944)
- орден Суворова ІІ ступеня (26.10.1943)
- орден Червоної Зірки
- медаль «За оборону Москви» (29.08.1944)
- медаль «За перемогу над Німеччиною у Великій Вітчизняній війні 1941—1945 рр.» (1945)
- медалі